# Indotyphlops lazelli
Indotyphlops lazelli es una especie de serpientes de la familia Typhlopidae.

## Distribución geográfica yhábitat
Es endémica de la isla de Hong Kong. Vive en altitudes de entre 100 y 200 m s. n. m.
Esta especie se encuentra amenazada de extinción debido a la destrucción de su hábitat natural.